# Кнюпфер, Бенеш
Бенедикт Юлиус «Бенеш» Кнюпфер (12 апреля 1844, деревня Фридштейн поблизости от Габлонца — 18 ноября 1910, в море по пути в Анкону) — чешский художник-символист.

## Биография
Будущий художник родился в деревне Фридштейн недалеко от города Габлонца в простой семье, проживавшей в имении богатого аристократа князя Камила Рогана. В 1849 году, когда Бенешу было примерно пять лет, его отец стал управляющим городского дворца Роганов в Праге, в историческом квартале Мала-Страна, и вся семья перебралась туда. Свободное время отец художника посвящал рисованию (как любитель), и этот интерес передался сыну.
С ранней юности Бенеш начал подрабатывать, создавая вывески и росписи для пражских магазинов. В 1865 году Бенеш смог поступить в Академию художеств в Праге, где его учителями были Антонин Лхота и Йозеф Матиас Тренквальд. Затем, в 1870 году он переехал в Мюнхен, где, вплоть до 1878 года, продолжал своё образование под руководством художников Александра фон Вагнера и Карла Теодора фон Пилоти. Под руководством последнего Бенеш Кнюпфер участвовал в создании росписей интерьеров мюнхенской Новой ратуши.
После окончания обучения, художник путешествовал по Западной Европе, посетил Лондон и Париж. В 1879 году он получил двухлетнюю стипендию от правительства Австро-Венгрии для обучения в Риме. В Риме художник остался навсегда, его мастерская располагалась в Палаццо Венеция. Художник много путешествовал по Италии, любил работать на морских побережьях, в Анцио и в Анконе.
В 1892 году Бенеш Кнопфер получил золотую медаль эрцгерцога Карла Людвига Австрийского за картину «Схватка тритонов». Эта работа была также отмечена наградой на Всемирной выставке в Чикаго в следующем году, после чего была куплена императором Францем Иосифом.
В 1910 году художник покончил жизнь самоубийством (или погиб), упав за борт парохода, следовавшего из Риеки в Анкону.

## Галерея

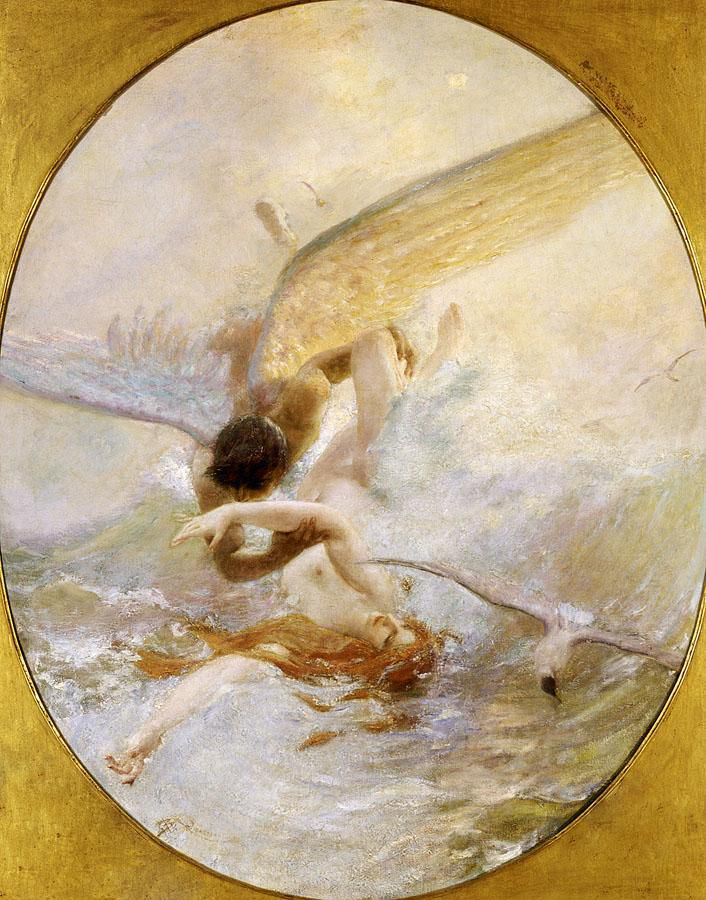
Поцелуй среди волн.
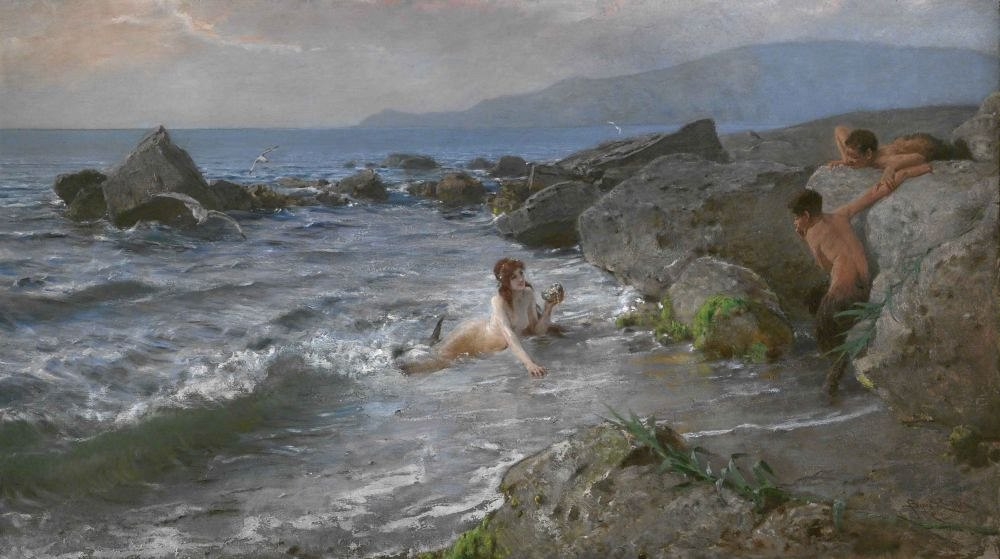
Призыв к игре.
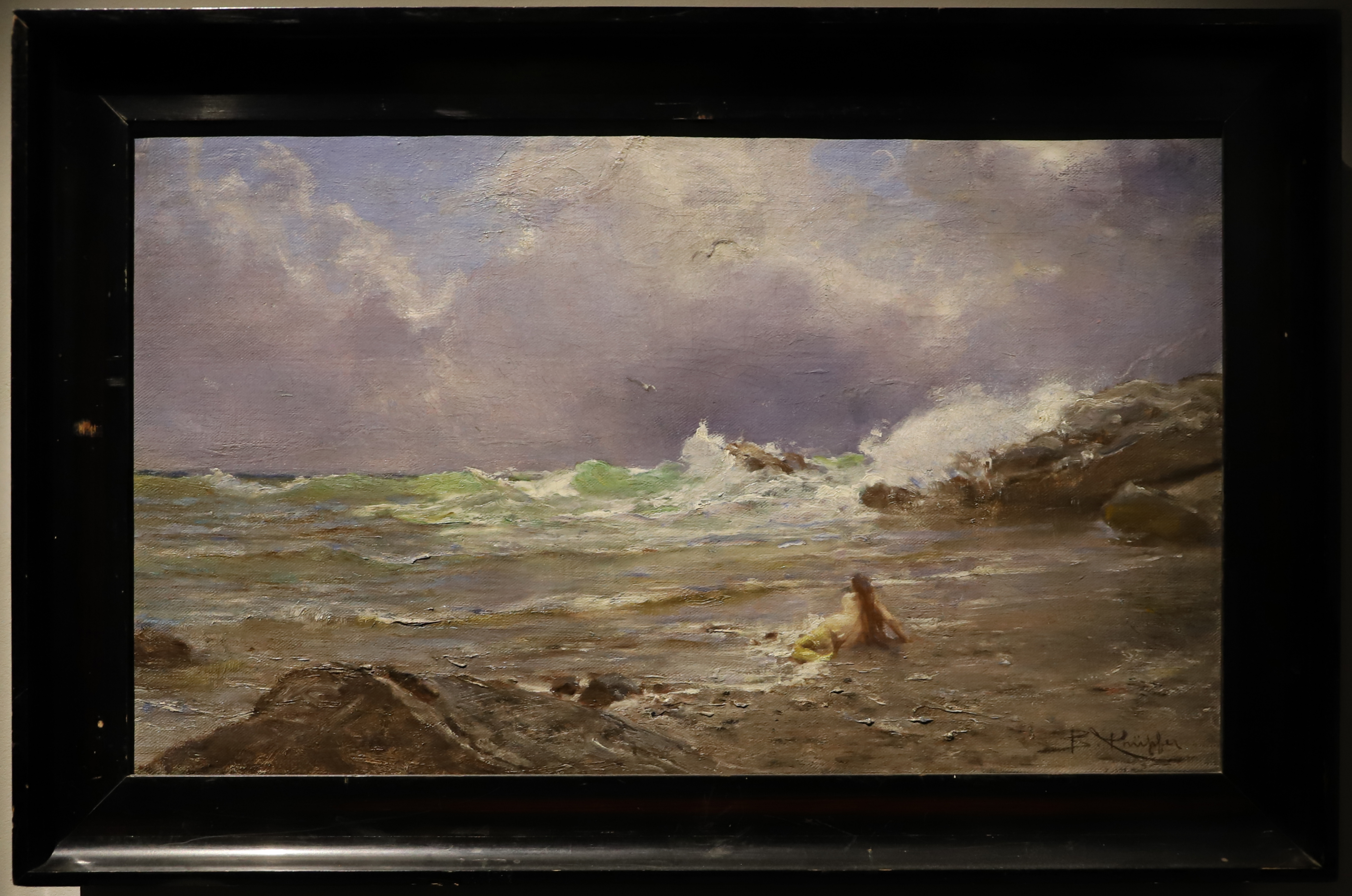
Сирена.
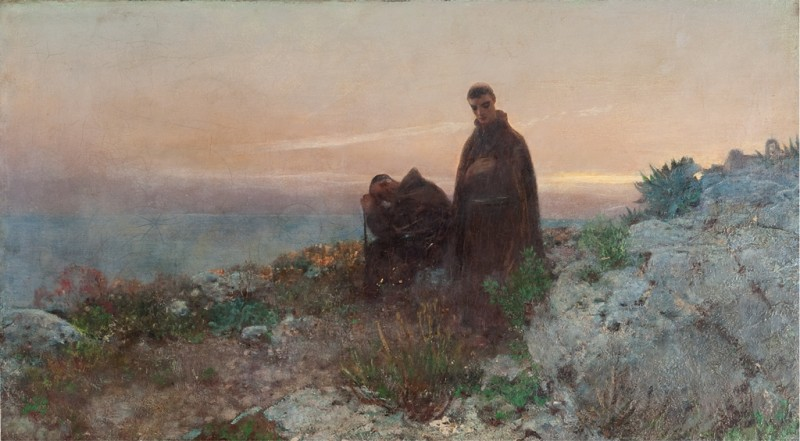
Монахи на побережье.
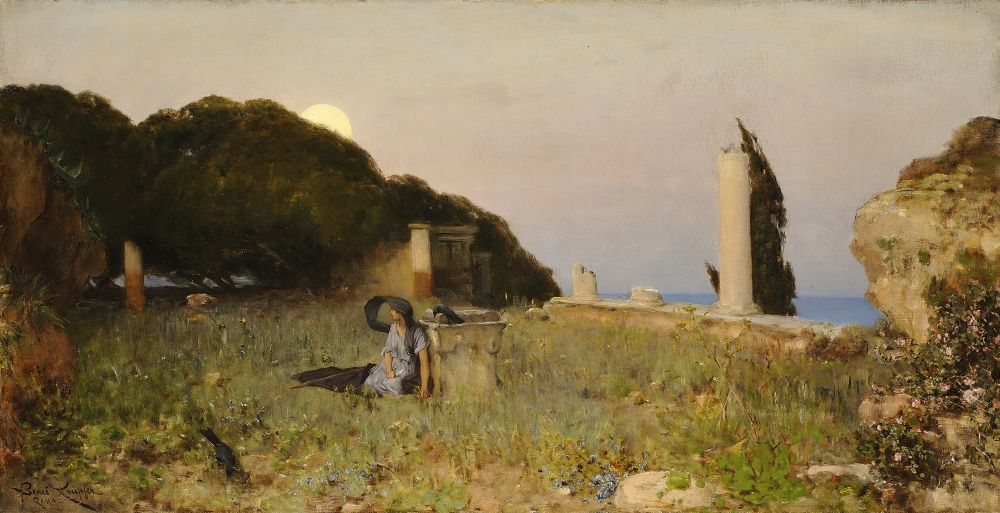
Женщина с вороном.